# Свешников, Александр Юрьевич
Александр Юрьевич Свешников — российский режиссер, оператор, писатель, член Гильдии кинорежиссеров России, Русского географического общества.

## Биография
Родился в Москве 14 марта 1965 года. Мать — Довнар-Запольская Ирина Вацлавовна, инженер по образованию, её отец — Вацлав Довнар, уроженец Минска, по национальности поляк. Фамилия Довнар имеет французские корни, и существовал документ, подтверждающий это, где фамилия писалась «Д’ Овнар».
Отец — Свешников Юрий Александрович, экономист, из семьи московских военных.
Родители Александра развелись, когда ему было два года.
Никто из родственников не занимался профессионально кино или литературой, хотя в молодости дед Вацлав Викентьевич Довнар увлекался поэзией и печатался в родном Минске, а мама и тетя по материнской линии всегда умели хорошо рисовать.
Александр окончил школу в 1982 году. Также получил диплом в музыкальной школе по классу фортепиано. Родственники надеялись, что Саша свяжет свою жизнь с музыкой, но увлечение кино оказалось сильнее.
Сразу после школы Александр поступает работать на главную студию страны — «Мосфильм» . Вначале постановщиком-декоратором, затем осветителем. Участвует в съёмках многих отечественных фильмов. Но, по его собственному признанию, лишь работа с Марленом Хуциевым и Отаром Иоселиани была интересной и полезной для будущего режиссёра.
С 1983 по 1985 год Александр служил в армии в части ОСНАЗ и после демобилизации 10 лет был «невыездным». Первый раз за границей оказался лишь в 1997 году на съёмках фильма И. Масленникова «Что сказал покойник» (в Греции).
Снимать свои фильмы Александр начал ещё в школе. Вначале это были слайд-фильмы, затем, с приобретением камеры в 1978 году, кинофильмы.
Первым «серьёзным» любительским фильмом был двухсерийный «Дон Кихот», где сам Александр играл главную роль, а его мама Ирина Вацлавовна — Санчо Пансу.
По словам самого Александра, этот фильм, снятый на советскую черно-белую восьмимиллиметровую плёнку — для него самый лучший и самый дорогой.
После службы в армии, параллельно работе на «Мосфильме», Александр с группой единомышленников создаёт несколько игровых кинофильмов — «Клетка», «Откровение»,  «Самолет»,
Большое влияние, по его собственным словам, на него оказало общение с актёром Альбертом Филозовым, с которым они часто встречались и даже переписывались, когда Александр служил в армии. До сих пор Александр считает его своим «крёстным отцом» в кино.
Фильм «Самолёт», работа над которым продолжалась почти семь лет, стал первой работой, открывшей Свешникова зрителю, правда, пока только фестивальному. Благодаря Марлену Хуциеву фильм был показан на кинофестивале «Окно в Европу» в Выборге в 1994 году, где имел успех и получил приз «За талант и профессионализм».
Ещё в 1976 году Александр организовал свою домашнюю любительскую киностудию. В 1978-м, после смерти актёра Владислава Дворжецкого, он назвал её именем В. Дворжецкого. Бренд «Студия имени Владислава Дворжецкого» существует до сих пор, хотя студия давно не имеет юридического лица, но фильмы с этой маркой выходят и сегодня.
C 1992 по 2002 год Студия имени В. Дворжецкого  располагалась в стенах Московского клуба кинолюбителей, являясь по сути её творческой мастерской. За это время были сделаны игровой фильм «Озеро»  и множество документальных работ, участвовавших в любительских и профессиональных кинофестивалях и смотрах и получивших призы и награды.
С 2003 года Студия стала «независимой» и вышла из стен Клуба кинолюбителей.
Фильм «Озеро», где в главной роли снялась гражданская жена Александра — Светлана Сладковская (известный театральный художник, ушедшая из жизни в 1998 году в возрасте 32 лет) стал последним игровым фильмом Александра. По признанию Свешникова, он разочаровался в игровом кино, и все силы направил на съёмку фильмов о природе и о людях, живущих в гармонии с ней.
Александр осуществляет десятки киноэкспедиций в самые малоисследованные уголки России. Это Север России, Урал, Сибирь, Дальний Восток. Особое место в географическом плане занимает Восточный Саян, где в течение двух летних (2004 и 2007 гг) и одной зимней (2012 г) экспедиций снято семь фильмов.
С 2006 года Александр тесно сотрудничает со студией «Золотая лента» и её главным режиссёром и продюсером, известным кинодокументалистом Евгенией Головня.
Как оператор, снимает фильмы студии «Город Киренск и его обитатели» (1997) (в нём же — режиссёр монтажа), «Поймать обезьяну» (2008), «Билет в одну сторону» (2012), «Смоленская Швейцария» (2014).
С 2011 по 2016 год работает в качестве режиссёра с Издательским Домом «Комсомольская правда». Кроме «заказных» фильмов (серия «Первопроходцы Дальнего Востока»), ему удаётся сделать с «Комсомолкой» и два авторских фильма — «Люди плато Путорана» (2014)  и «Миссия» (2016). Оба фильма имеют большой резонанс, широко демонстрируются на кинофестивалях и телеканалах, получают заслуженные призы и награды.
В 2011 году в издательстве «Вече» выходит художественный роман Свешникова «Сибирская одиссея» (авторское название — «Путь к людям»), а в 2016 — в «Комсомольской правде» — красочный иллюстрированный альбом «Чарская котловина — уникальный географический район России», для которого Свешников написал текст.
Жанр создаваемых Александром Свешниковым фильмов можно определить, как философская документалистика. Все фильмы режиссёра — это сплав документального кино и постановочного. В фильмах «Охотник» (2012), «Миссия» (2016), «Страсти по Аралу» (2018) это проявляется особенно ярко.

## Фильмография
1. «САМОЛЁТ» - 1988-92гг., игровой, автор сценария, режиссёр, оператор, Студия им. В.Дворжецкого Специальный приз «за талант и профессионализм» на фестивале «ОКНО В ЕВРОПУ» в г. Выборге в 1994 году, множество призов на других фестивалях;
2. «ОЗЕРО» - 1996г, игровой, автор сценария, режиссёр, оператор, Студия им. В.Дворжецкого при участии кинокомпании «Uno Momento» Гран-при международного кинофестиваля «Москва Златоглавая», конкурс «Зелёное яблоко – золотой листок» - С.Сладковская – номинация «Лучший художник»;
3. «ПУТЧ-2» - 1996г., док., оператор, мастерская авторского кино, студия «Uno momento»;
4. «ПРИТЯЖЕНИЕ ЗЕЛЁНОЙ ВОДЫ»  - 1996г., док, режиссёр, оператор, Студия им. В.Дворжецкого Специальный приз жюри фестиваля «Любить кино» за операторское мастерство в 2000 г.;
5. «ATHENS» - 1997г., док, режиссёр, оператор, Студия им. В.Дворжецкого  Гран-при фестиваля «Любить кино» в разделе «Документальный фильм» в 2000 г.;
6. «МЕТАМОРФОЗЫ ВОДЫ» - 1999г., док., режиссёр, оператор, Студия им. В.Дворжецкого;
7. «ВЛАДИМИР МАКИН. МУЗЫКАЛЬНОЕ ОДИНОЧЕСТВО» - 1999г., фильм-концерт, режиссёр, оператор, Студия им. В.Дворжецкого;
8. «УРАЛ. ВЕРХОВЬЕ ПЕЧОРЫ» - 2000г., док., режиссёр, оператор, Студия им. В.Дворжецкого при участии киностудии «Волшебный фонарь» Участие в фестивалях экологической тематики;
9. «КАРМЕН» - 2001г., игровой, актёр, Poligram Production Film;
10. «ЮМА» - 2003г., худ-док., автор сценария, режиссёр, оператор, Студия им. В.Дворжецкого;
11. «CIRCUS» - 2005г., док, автор сценария, режиссёр, оператор, Студия им. В.Дворжецкого;
12. «ГОРОД КИРЕНСК И ЕГО ОБИТАТЕЛИ» - 2006г., док,. режиссёр монтажа, оператор, Студия «Золотая лента»;
13. «В ГОРАХ ВОСТОЧНОГО САЯНА»:
«ПЕРЕВАЛ ФЕДОСЕЕВА»,
«ТОФАЛАРИЯ»,
«ТОФАЛАРСКИЙ ЗАКАЗНИК»  - 2008г., док. трилогия, автор сценария, режиссёр, оператор, Студия «Золотая лента» Специальный приз жюри «за изобразительное решение» на IX Иркутском международном кинофестивале «Человек и природа» в 2010 году, участие в конкурсной программе Первого экологического фестиваля «Зелёная гвоздика» в г.Сочи в 2010 году, номинация «Мой дом» национальной премии «Страна» (все три фильма трилогии) в 2010 году, многократное участие в фестивале «Первозданная Россия» в 2015, 2016 и 2018 гг.;
14. «ПОЙМАТЬ ОБЕЗЬЯНУ»  - 2008г., док., оператор, Студия «Золотая лента»;
15. «ПРИЧАСТИЕ» - 2009г., док., режиссёр, оператор, Студия им. В.Дворжецкого;
16. «KARAGASSIYA» - 2009г., док., режиссёр, оператор, Студия им. В.Дворжецкого;
17. «ОНИ И МЫ» - - 2009г., док., оператор, Студия «Золотая лента»;
18. «ОСТРОВА» - 2010г., док., режиссёр, оператор, Студия им. В.Дворжецкого;
19. «OST» - 2010г., док., оператор, Студия «Золотая лента»
20. «ИЖОРЫ» -2011г., док., режиссёр, оператор, режиссёр монтажа, Студия «Актуальный фильм»
21. «ГОРОД МАСТЕРОВ СЕМЁНОВ» - 2011г., док., оператор, Киностудия имени Горького;
22. «ТИШИНА» - 2011г., док., автор, режиссёр, оператор, режиссёр монтажа, Студия им. В.Дворжецкого
23. «РЕКА МАЯ. ГРИГОРИЙ ФЕДОСЕЕВ» - 2012г, док., режиссёр, оператор, ЗАО ИД «Комсомольская правда» Номинация «Мой дом» национальной премии «Страна» в 2013 году, участие в Первом Международном кинофестивале имени Саввы Морозова в 2015 году, в фестивале «Первозданная Россия» в 2016 году;
24. «КАПИТАН ТАЙГИ ВЛАДИМИР АРСЕНЬЕВ» - 2012г., док., режиссёр, оператор, ЗАО ИД «Комсомольская правда» Участие в Первом Международном кинофестивале имени Саввы Морозова в 2015 году, в фестивале «Первозданная Россия» в 2016 году;
25. «ОХОТНИК»  - 2012г., 2 серии,. док., автор, режиссёр, оператор, Студия им. В.Дворжецкого Специальный приз имени Виктора Астафьева жюри национального конкурса на XXIII Международном фестивале документальных, короткометражных игровых и анимационных фильмов «Послание к Человеку» в 2013 году, Номинация «Призвание» национальной премии «Страна» в 2013 году;
26. «БИЛЕТ В ОДНУ СТОРОНУ»  - 2012г., док., оператор, Студия «Золотая лента» множество призов;
27. «ИВАН МОСКВИТИН. ПУТЬ К ОКЕАНУ» - 2013г., док., режиссёр, оператор, режиссёр монтажа, ЗАО ИД «Комсомольская правда»  Диплом за лучший научно-популярный фильм на Первом Международном кинофестивале имени Саввы Морозова в 2015 году;
28.  «ЛЮДИ ПЛАТО ПУТОРАНА» - 2014г., док., автор, режиссёр, оператор, ЗАО ИД «Комсомольская правда» Специальный приз имени С.П. Капицы на IV Международном кинофестивале Актуального научного кино 360 в 2014 году, участие в Фестивале экологических фильмов в г.Ногинске, Московском фестивале «Путешествие по России» в 2014 г., в фестивалях «Первозданная Россия» в 2015 , 2016, 2017 и 2018 гг., Специальный приз жюри экологического фестиваля «Меридиан надежды» и участие в кинофестивале «Море зовёт» в Санкт-Петербурге в 2018г. и других фестивалях;
29.  «ПУТОРАНА» - 2014г., док., режиссёр, оператор, ЗАО ИД «Комсомольская правда»;
30.  «АНАТОЛИЯ» - 2014г., док., режиссёр, оператор, Студия им. В.Дворжецкого;
31.  «СМОЛЕНСКАЯ ШВЕЙЦАРИЯ» - 2014г., оператор, Студия «Золотая лента», Призы на фестивалях «Радонеж» и «Сталкер» в 2014 г.;
32.  «ДВОРЖЕЦКИЙ»  - 2014г., режиссёр монтажа, интервью для фильма, ТВЦ – Студия им. В.Дворжецкого;
33.  «ПИТОМНИК САВВАТЕЕВЫХ» - 2015г., рекламные и информационные ролики, режиссёр, оператор, режиссёр монтажа, Студия им. В.Дворжецкого;
34.  «ОУМ» - 2015г., док., автор, режиссёр, оператор, Студия им. В.Дворжецкого;
35.  «МИССИЯ»  - 2016г., док., автор, режиссёр, оператор, ЗАО ИД «Комсомольская правда». Приз  и Серебряная медаль преп. Сергия Радонежского за лучший документальный фильм на православном фестивале «Радонеж», 2017 г., Приз «За лучшую режиссёрскую работу» на экологическом фестивале «Меридиан надежды», 2017 г., Призы и дипломы на фестивалях: «Море зовёт», «Первозданная Россия» (2017 и 2018 гг.), VI Забайкальском международном кинофестивале в Чите, 26 открытом фестивале «Россия» в Екатеринбурге, фестивалях «Золотая черепаха», фестивале РГО, 39 Московском международном кинофестивале, кинофестивале «АРТДОКФЕСТ» (все – 2017 г.), фильм вошёл в "лонг-лист" претендентов на премию Национальной киноакадемии кинематографических искусств и наук России «Золотой Орел» 2017 г. в категории лучший неигровой фильм и мн. др.
36.  «ЧАРСКАЯ ДОЛИНА» - 2017г., автор, режиссёр, оператор, Студия им. В.Дворжецкого;
37.  «ЖИВ КУРИЛКА»  - 2017г., режиссёр, оператор, Студия им. В.Дворжецкого;
38.  «СТРАСТИ ПО АРАЛУ» - 2018г., автор, режиссёр, оператор, Студия им. В.Дворжецкого по заказу и при финансовой поддержке РГО.